# Bertil Malmberg

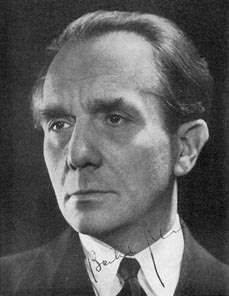
Bertil Malmberg i fotoateljén på 1940-talet.

Bertil Frans Harald Malmberg, född 13 augusti 1889 i Härnösand, död 11 februari 1958 på Lidingö, var en svensk författare och översättare. Han skrev lyrik, epik och även filmmanus. Från 1953 var han ledamot av Svenska Akademien.

## Biografi
Bertil Malmberg var son till lektor Teodor Malmberg (1851–1934) och Johanna (Hanna) Amalia Roman (1862–1948). Han tog studentexamen vid Norra latinläroverket i Stockholm 1907 och studerade därefter vid Uppsala universitet, Lunds universitet och i Berlin 1908 samt 1910–11, där han umgicks med bland andra poeten Vilhelm Ekelund.
I Sverige debuterade den då 18-årige Malmberg med diktsamlingen Bränder (1908). Debuten följdes av Uppgörelse och löfte (1911) samt Dåd och dröm (1912). I den Platon-inspirerade Atlantis (1916) diktar Malmberg om konstens nedgång och den stora litteraturens sammanbrott. Året därefter utkom hans "patriotiska" En blödande jord, som han själv senare karakteriserade som "ett lågvattenmärke". Under åren 1917–27 var Malmberg bosatt i München. Han besökte ett massmöte där Adolf Hitler talade och blev både skrämd och fascinerad. Han rörde sig i utkanten av kretsen kring Stefan George. 
År 1924 gav han ut sin självbiografiska roman Åke och hans värld, som handlar om den trygga barndomen och övergången till den meningslösa vuxenvärlden. Romanen är Malmbergs mest kända verk och filmatiserades 1984 med bland andra Stellan Skarsgård och Allan Edwall. År 1928 flyttade Malmberg hem till Sverige igen, där han genom familjens försorg blev inskriven på Konradsbergs mentalsjukhus och kort tid därefter till Kurön för behandling och vård av en alkoholrelaterad sjukdom; vistades därpå som konvalescent vid Breviks herrgård på Lidingö.
År 1935 utkom diktsamlingen Dikter vid gränsen, där han inspirerad av Oswald Spenglers Västerlandets undergång (1918–1922) profeterar om en kommande kulturnedgång. Samlingen blev Malmbergs stora litterära genombrott och han fick pris av Svenska Akademien. År 1936 sändes Malmberg av Dagens Nyheter för att rapportera från Nazityskland. Där besökte han bland annat koncentrationslägret Dachau. Han blev i takt med utvecklingen under 30-talet övertygad antinazist och skrev flera gånger i Judisk krönika för att visa sin inställning. 
År 1942 sattes hans antinazistiska pjäs Excellensen upp på Borgarskolan i en privat föreställning och den blev till film 1944, trots invändningar från svenska myndigheter.
Ett slaganfall hösten 1947 var enligt Malmberg själv ett livsavgörande ögonblick och en vändpunkt i hans skapande. Hans följande diktsamlingar präglas av en ny estetik och form som har beskrivits som experimentell modernism.
År 1953 övertog han stol nummer 18 i Svenska Akademien efter Gustaf Hellström. Han efterträddes i sin tur av Gunnar Ekelöf.

## Filmografi (urval)

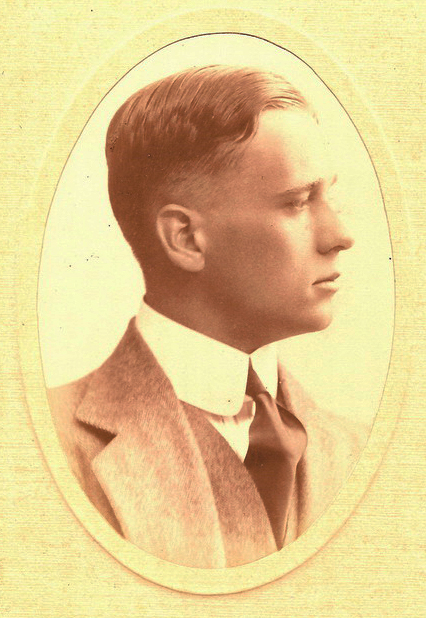
Bertil Malmberg som student år 1907.

- 1916 – Millers dokument (manus)
- 1917 – Allt hämnar sig
- 1917 – Värdshusets hemlighet (manus)
- 1920 – Fiskebyn (manus)
- 1938 – Sol över Sverige
- 1944 – Excellensen (manus)
- 1944 – Flickan och Djävulen (manus)
- 1945 – Brott och Straff (manus)
- 1947 – Det vackraste på jorden
- 1948 – Flickan från fjällbyn (manus)

## Priser och utmärkelser
- 1935 – Svenska Akademiens stora pris
- 1936 – De Nios Stora Pris
- 1937 – Sigtunastiftelsens författarstipendium
- 1945 – Övralidspriset
- 1948 – Tidningen Vi:s litteraturpris
- 1949 – Bellmanpriset
- 1952 – Letterstedtska priset för översättningar för sina tolkningar av utländsk lyrik i Idealet och livet
- 1956 – Doblougska priset